# آرامگاه بابا حاج توکل
آرامگاه باباحاج توکل مربوط به سدهٔ ۷ ه.ق است و در شهرستان خوشاب، بخش مشکان، روستای بابالنگر واقع شده و این اثر در تاریخ ۲۷ بهمن ۱۳۸۲ با شمارهٔ ثبت ۱۰۹۰۱ به‌عنوان یکی از آثار ملی ایران به ثبت رسیده است.